# امقواصر (لودر)

تعديل مصدري - تعديل

امقواصر هي إحدى قرى عزلة زارة بمديرية لودر التابعة لمحافظة أبين، بلغ تعداد سكانها 105 نسمة حسب تعداد اليمن لعام 2004.